# Grupo Cochicó
El Grupo Cochicó es una unidad geológica ubicada en el Bloque San Rafael, en el centro de la provincia de Mendoza (Argentina). Esta unidad está formada por rocas volcánicas y sedimentarias del Pérmico inferior y corresponde al ciclo inferior del magmatismo del Choiyoi. Los afloramientos principales aparecen entre los ríos Diamante y Atuel en los alrededores de San Rafael. 

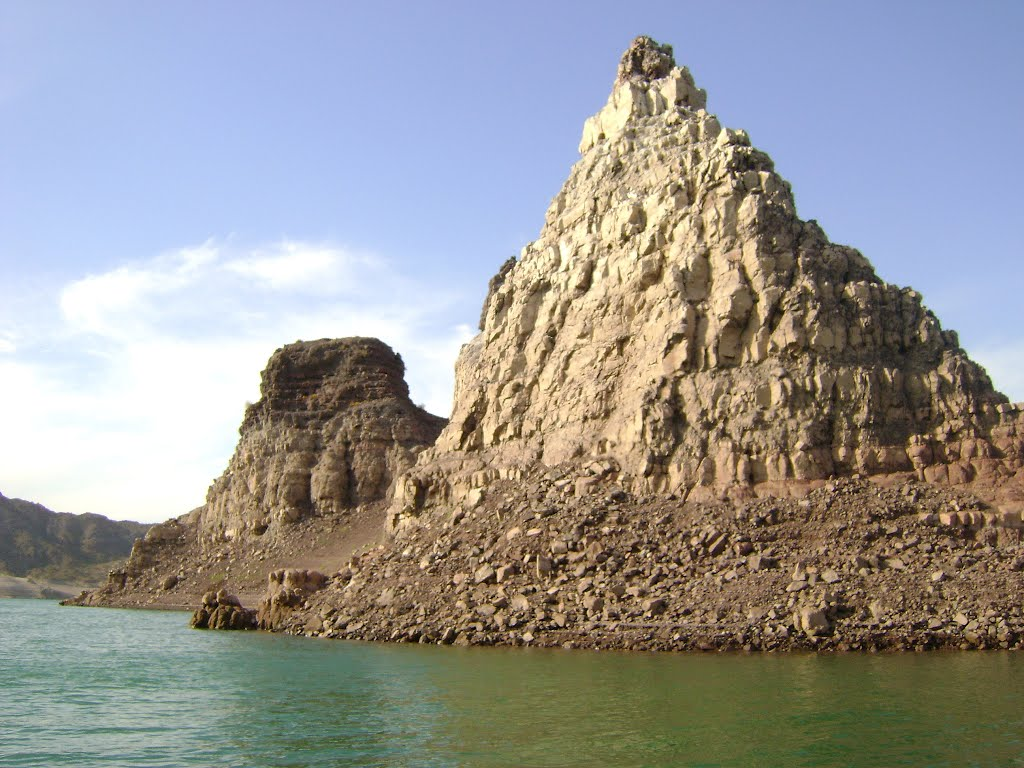
Vista de la Isla Submarino (afloramiento del Grupo Cochicó) en el embalse Valle Grande.

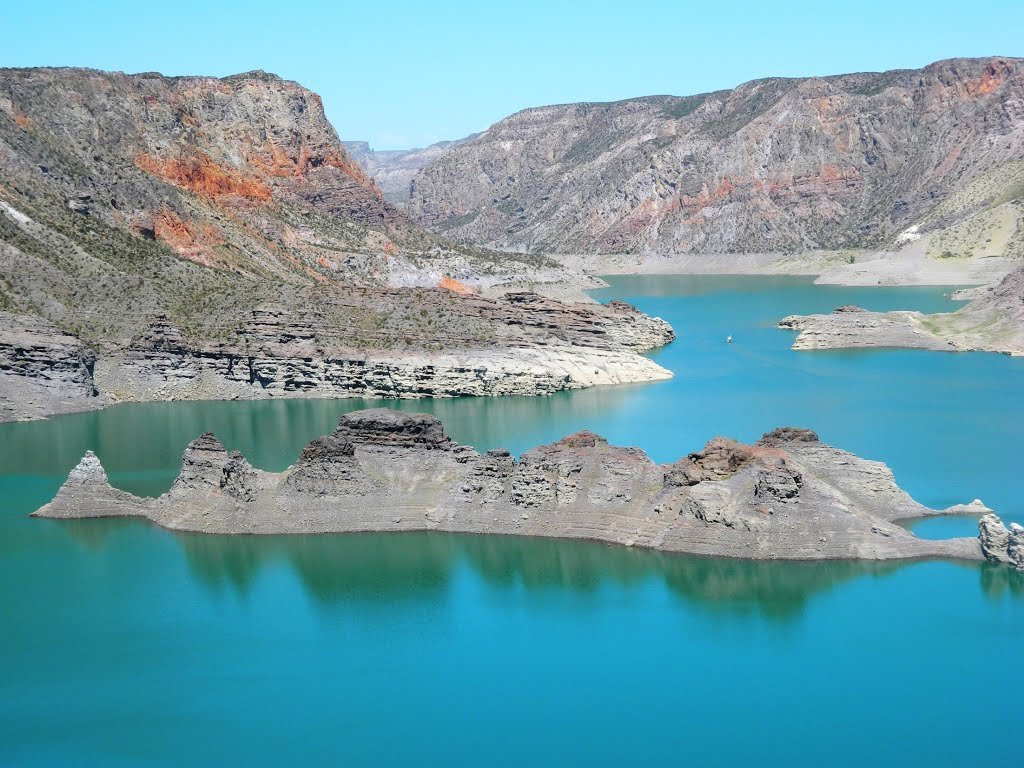
Vista amplificada del afloramiento Grupo Cochicó y sus alrededores.

## Litología
El Grupo Cochicó está compuesto por rocas piroclásticas, volcanitas y sedimentitas de ambientes fluvial y eólico. El grupo está integrado por las formaciones Yacimiento Los Reyunos y Arroyo Punta del Agua. La Formación Yacimiento Los Reyunos consiste en una asociación de depósitos aluviales y fluviales y depósitos piroclásticos. Dataciones radimétricas en ignimbritas de esta formación han arrojado una edad de 281.4 ± 2.5 Ma. La Formación Arroyo Punta del Agua está formada por brechas andesíticas, ignimbritas dacíticas, areniscas y conglomerados.

## Contenido fosilífero
La Formación Yacimiento Los Reyunos es portadora de una microflora asignada al Pérmico inferior. También incluye las trazas fósiles de invertebrados Palaeophycus tubularis y Skolithos, palinomorfos y trazas de pisadas de vertebrados tetrápodos Chelichnus duncani.

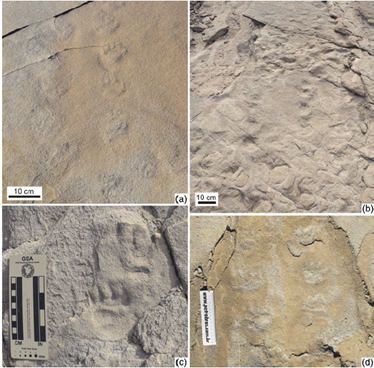
Pisadas de tetrápodos preservadas en areniscas de la Formación Yacimiento Los Reyunos.

## Ambiente de depositación
El ambiente sedimentario correspondiente al Grupo Cochicó es predominantemente de depósitos piroclásticos asociados a depósitos silicoclásticos continentales. La Formación Yacimiento Los Reyunos es una combinación de depósitos aluviales y fluviales que gradan a areniscas eólicas depositadas en un ambiente dominado por ignimbritas.

## Relaciones estratigráficas
El Grupo Cochicó se apoya en fuerte discordancia angular sobre la Formación El Imperial y está cubierta discordantemente por las vulcanitas pérmico-triásicas del Grupo Cerro Carrizalito.